# Garth Underwood
Garth Leon Underwood (* 16. Juli 1919 in Isleworth, Middlesex; † 15. Oktober 2002 in London) war ein britischer Herpetologe.

## Leben
Underwood war der älteste Sohn des Künstlers Leon Underwood und seiner Frau Mary, geborene Colman. 1938 begann er ein Studium am University College London, wurde aber bei Beginn des Zweiten Weltkriegs 1939 zur Armee eingezogen, wo er bei den Royal Engineers diente. Nach der Schlacht von Dünkirchen war er als Teil der britischen Expeditionsstreitkräfte in Frankreich. Im Juni 1940 wurde das Truppentransportschiff Lancastria, auf dem er nach England zurückkehrte, vor Saint-Nazaire in der Bretagne bombardiert und versenkt, wobei wahrscheinlich zwischen 3500 und 6500 Menschen ums Leben kamen. Underwood gehörte zu den Personen, die gerettet werden konnten. 1943 ging er nach Indien, wo er eine „nachrichtendienstliche“ Funktion hatte. Er half bei der Entwicklung eines Systems, mit dem Geräusche von Panzerschlachten im Dschungel abgespielt werden konnten, um die Japaner zu verwirren. In Indien konzentrierte er sich auf die Erforschung von Reptilien. Er veröffentlichte seine ersten Schriften und lernte seine Frau Molly kennen. 1946 setzte er sein Studium am University College London fort. 1948 erwarb er unter der Leitung des Genetikers J. B. S. Haldane den Bachelor of Science mit First Class Honours in Zoologie (Spezielle Genetik).
Nach seinem Abschluss ließ sich Underwood in Jamaika nieder, wo er eine Stelle als Demonstrator für Zoologie am damaligen University College of the West Indies annahm, aus dem 1962 die University of the West Indies wurde. 1949 wurde er zum Assistant Lecturer, 1953 zum Lecturer und 1958 zum Senior Lecturer befördert. Underwood promovierte nicht, sondern reichte seine Veröffentlichungen 1960 bei der Universität London ein, wo er für seine Publikation Systematic and evolutionary study of reptiles den Titel eines Doctor of Science (DSc) erhielt. 1960 wurde er zudem Professor für Zoologie an der Fakultät für Landwirtschaft der University of the West Indies in Trinidad. Von 1961 bis 1963 fungierte er als Dekan dieser Fakultät. Während seiner Zeit auf den Westindischen Inseln korrespondierte er mit dem Museum of Comparative Zoology der Harvard University und führte eine intensive Feldarbeit auf Jamaika, St. Kitts und anderen Inseln in der östlichen Karibik durch.
Underwood beschloss, für die Ausbildung seiner Tochter nach Großbritannien zurückzukehren, und nahm 1964 die Stelle eines Forschungsstipendiaten am Natural History Museum (NHM) in London an. Nach seinem befristeten Stipendium am Museum von 1964 bis 1967 übernahm er eine Stelle als Senior Lecturer und später als Principal Lecturer am damaligen Sir John Cass College, das später zur City of London Polytechnic (heute London Metropolitan University) wurde. 1984 schied er aus dem City of London Polytechnic aus, arbeitete aber weiterhin am Natural History Museum, wo er 1994 zum Honorary Research Fellow ernannt wurde.
Underwoods Veröffentlichungen erstreckten sich auf den Zeitraum 1945 bis 2002. Sein erster Artikel war über das Fortpflanzungsverhalten eierlegender Agamen. Inspiriert durch Gordon Lynn Walls’ Buch The Vertebrate Eye and Its Adaptive Radiation von 1942, veröffentlichte Underwood 1951 im Fachjournal Nature den Artikel Reptilian retinas über die Evolution der Netzhaut von Reptilien. Im selben Jahr veröffentlicht er in Zusammenarbeit mit Angus Bellairs den Artikel The Origin of Snakes, 1955 erschien ebenfalls in der Zeitschrift Nature der Artikel On the classification and evolution of geckos. 1959 veröffentlichte er zwei Artikel über die Anolis von Jamaika und der östlichen Karibik. 1967 erschien sein Opus Magnum A Contribution to the Classification of Snakes.

## Dedikationsnamen
Nach Underwood sind die Gattung Underwoodisaurus Wermuth (1965) sowie die Arten Gymnophthalmus underwoodi Grant (1958), Homonota underwoodi Kluge (1964), Sphaerodactylus underwoodi Schwartz (1968), Dipsadoboa underwoodi Rasmussen (1993) und Dendrelaphis underwoodi Van Rooijen & Vogel (2008) benannt.